# Katekol-O-metyltransferas

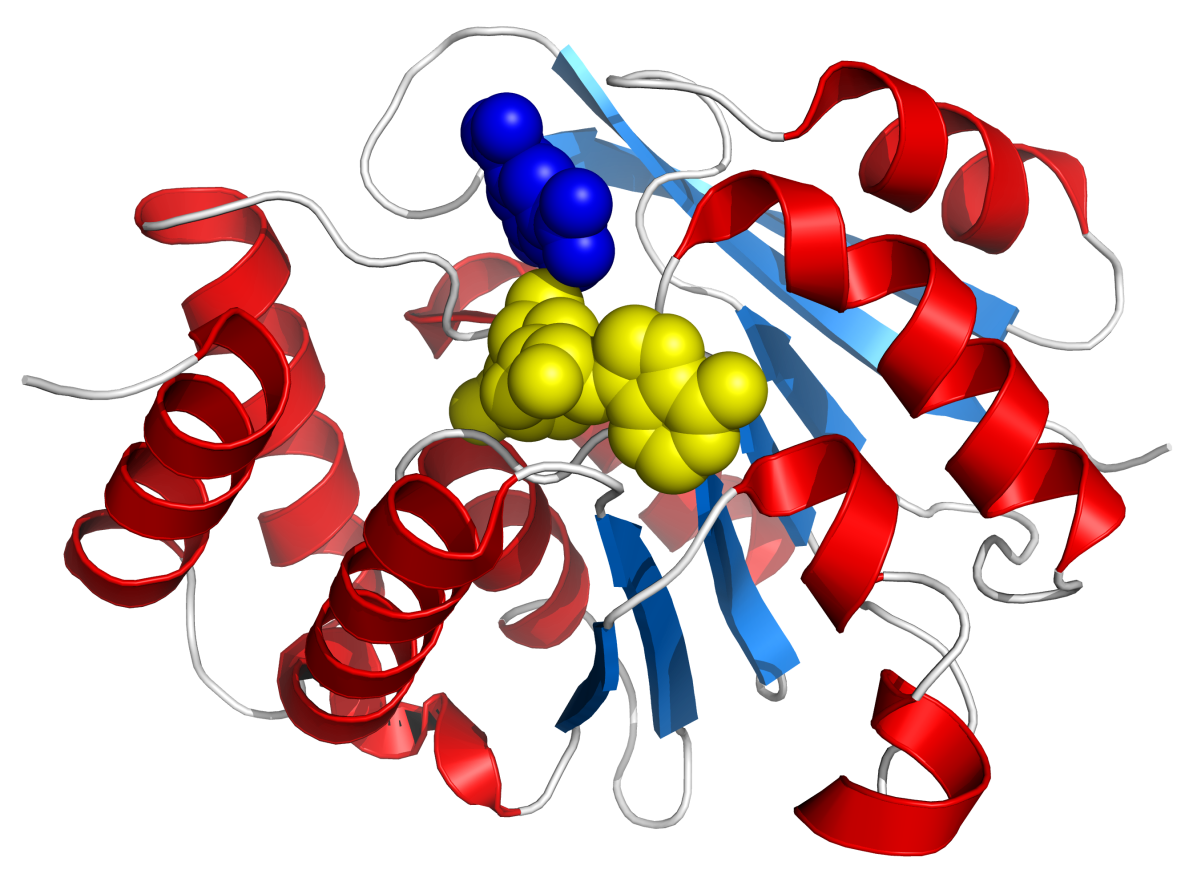
Konstnärlig framställning av COMT-proteinet med associerat S-adenosylmetionin.

Nedbrytning av dopamin, med COMT-proteinets effekt i grönt.

Katekol-O-metyltransferas, förkortat COMT av engelskans catechol-O-methyl transferase, är ett av flera enzym i kroppen som är involverad i nedbrytningen av katekolaminer som dopamin, noradrenalin och adrenalin. Enzymet arbetar genom att överföra en metylgrupp till signalsubstansen från donatorgruppen SAM (S-adenosylmetionin).
Specifika reaktioner:
- Dopamin → 3-Metoxityramin
- DOPAC → HVA (homovanillinsyra)
- Noradrenalin → Normetanadrenalin
- Adrenalin → Metadrenalin

## Hämmare
Det finns ett antal läkemedel som hämmar COMT. Dessa används framför allt vid Parkinsons sjukdom för att hindra nedbrytningen av dopamin. Hämningen sker speciellt ute i kroppen, och leder till ökad effektivitet vid samtidig behandling med L-dopa. Vid behandling av Parkinsons sjukdom används förutom levodopa och COMT-hämmare även MAO-hämmare, framför allt sådana som har specificitet för MAO-B, ett enzym som bryter ner dopamin och fenyletylamin.
Exempel på COMT-hämmare är entakapon och tolkapon.

## Genetik
Polymorfismer av COMT-genen är associerade med ett flertal olika fenotyper. Bland annat påverkar dessa fenotyper kognitiva uppgifter relaterade till exekutiv förmåga, det vill säga, förmåga till impulsinhibering, abstrakt tänkande, samt "set shifting", som är ett mått på förmåga att ändra beteende till följd av nyuppställda regler.
Olika polymorfismer av COMT-genen har även associerats till subjektivt upplevt välmående av olika aktiviteter och situationer, där personer med fler Met-varianter av COMT Val158Met-polymorfismen rapporterade högre nivåer av njutning av samma upplevelser än vad personer med fler Val-polymorfismer.